# 鄧忍光
鄧忍光，GBS（1963年9月21日—），香港公務員，官至首長級甲一級政務官，退休前為香港特區政府政制及內地事務局常任秘書長。

## 簡歷
鄧忍光早年就讀長沙灣天主教英文中學及荃灣聖芳濟中學，1986年畢業於香港大學法律學院，同年7月加入香港政府政務職系。他其後於1987年完成香港大學法學深造文憑，1989年獲政府派往英國牛津大學深造。
2011年9月15日，以政務官身份空降到香港電台擔任廣播處長，接替當年2月因約滿離任的黃華麒。。9月24日，鄧忍光在香港電台上班首天，「保衛港台手拉手行動」發動抗議，發起人之一、公民黨黨員毛孟靜指鄧忍光「無新聞知識、無廣播經驗、無誠信」。
鄧忍光於2013年4月晉升為首長級甲級政務官，其廣播處長任期於2015年8月6日結束。鄧忍光於2015年8月20日被國務院任命為海關關長。
2017年6月22日，鄧忍光獲委任為政制及內地事務局常任秘書長，於同年7月19日履新，至2022年7月14日退休，由傅小慧接替。

## 曾任公職
鄧忍光於2010年4月晉升為首長級乙一級政務官，2013年4月晉升為首長級甲級政務官，2019年4月晉升為首長級甲一級政務官。他曾在財務科、衞生福利科、政務總署、香港駐東京經濟貿易辦事處、新機場統籌署及運輸局服務。他曾任以下主要職位：
- 運輸局首席助理局長
- 環境運輸及工務局局長政務助理[11]
- 2004年7月－2005年3月：環境運輸及工務局副秘書長（環境）
- 2005年4月－2007年6月：環境保護署副署長[12]
- 2007年7月－2010年5月：環境局副秘書長[13]
- 2010年5月－2011年9月：勞工及福利局副秘書長（福利）
- 2011年9月15日－2015年8月：廣播處長[8]
- 2015年8月20日－2017年6月：海關關長[14]
- 2017年7月19日－2022年7月︰政制及內地事務局常任秘書長[9][10]

## 外部連結
| 政府职务                    | 政府职务                                                | 政府职务      |
| --------------------------- | ------------------------------------------------------- | ------------- |
| 前任： 張瑤                 | 政制及內地事務局常任秘書長 2017年7月19日－2022年7月15日 | 繼任： 傅小慧 |
| 前任： 張雲正               | 海關關長 2015年8月20日－2017年6月30日                   | 繼任： 鄧以海 |
| 前任： 梁松泰（署任）黃華麒 | 香港廣播處長 2011年9月15日－2015年8月6日                | 繼任： 梁家榮 |